# Beatrice Mtetwa
Beatrice Mtetwa, född i Swaziland, är en swazi-zimbabweansk advokat och människorättsaktivist i Zimbabwe.
Mtetwa tog examen i juridik vid University of Botswana and Swaziland år 1981 och arbetade därefter som åklagare i Swaziland och Zimbabwe fram till 1989. År 1989 startade hon egen advokatbyrå i Harare, Zimbabw.
Mtetwa har genom sitt arbete fokuserat på frågor som mänskliga rättigheter och pressfrihet, även om det lett till hot, trakasserier och att hon själv blivit arresterad.
Mtetwa har fått flera internationella priser för sitt arbete, exempelvis International Press Freedom Award of the Committee to Protect Journalists (2005) och International Women of Courage Award (2014).